# Alemania en los Juegos Olímpicos de Pekín 2008
Alemania estuvo representada en los Juegos Olímpicos de Pekín 2008 por un total de 434 deportistas (241 hombres y 193 mujeres) que compitieron en 26 deportes, conformando así la cuarta delegación más grande de todos los países participantes. 
El portador de la bandera en la ceremonia de apertura fue el jugador de baloncesto Dirk Nowitzki.

## Medallistas
El equipo olímpico alemán obtuvo las siguientes medallas:
| Atleta | Deporte                    | Competición                |
| --- | -------------------------- | -------------------------- |
| Oro |                            |                            |
| Sabine Spitz | Ciclismo de montaña        | Campo a través F           |
| Benjamin Kleibrink | Esgrima                    | Florete ind. M             |
| Britta Heidemann | Esgrima                    | Espada ind. F              |
| Matthias Steiner | Halterofilia               | +105 kg M                  |
| Heike Kemmer (Bonaparte) Nadine Capellmann (Elvis Va) Isabell Werth (Satchmo)                                                                    | Hípica                     | Doma por eqs.              |
| Hinrich Romeike (Marius) | Hípica                     | Concurso completo ind.     |
| Peter Thomsen (The Ghost of Hamish) Frank Ostholt (Mr. Medicott) Andreas Dibowski (Butts Leon) Ingrid Klimke (Abraxxas) Hinrich Romeike (Marius) | Hípica                     | Concurso completo por eqs. |
| Equipo | Hockey sobre hierba        | Torneo M                   |
| Ole Bischof | Judo                       | –81 kg M                   |
| Britta Steffen | Natación                   | 100 m libre F              |
| Britta Steffen | Natación                   | 50 m libre F               |
| Lena Schöneborn | Pentatlón moderno          | Individual F               |
| Martin Hollstein Andreas Ihle | Piragüismo                 | K2 1000 m M                |
| Fanny Fischer Nicole Reinhardt Katrin Wagner-Augustin Conny Waßmuth                                                                              | Piragüismo                 | K4 500 m F                 |
| Alexander Grimm | Piragüismo en eslalon      | K1 M                       |
| Jan Frodeno | Triatlón                   | Individual M               |
| Plata |                            |                            |
| Christina Obergföll | Atletismo                  | Jabalina F                 |
| Roger Kluge | Ciclismo en pista          | Carrera por puntos M       |
| Oksana Chusovitina | Gimnasia artística         | Salto de potro F           |
| Isabell Werth (Satchmo) | Hípica                     | Doma ind.                  |
| Mirko Englich | Lucha grecorromana         | 96 kg M                    |
| Ronald Rauhe Tim Wieskötter | Piragüismo                 | K2 500 m M                 |
| Christian Gille Tomasz Wylenzek | Piragüismo                 | C2 1000 m M                |
| Annekatrin Thiele Christiane Huth | Remo                       | Doble scull (W2X) F        |
| Patrick Hausding Sascha Klein | Saltos                     | Plataforma 10 m sincro. M  |
| Timo Boll Dimitrij Ovtcharov Christian Süß | Tenis de mesa              | Equipo M                   |
| Ralf Schumann | Tiro                       | Pistola rápida 25 m M      |
| Bronce |                            |                            |
| Rene Enders Maximilian Levy Stefan Nimke | Ciclismo                   | Velocidad por eqs. M       |
| Equipo | Fútbol                     | Torneo F                   |
| Fabian Hambüchen | Gimnasia artística         | Barra fija M               |
| Heike Kemmer (Bonaparte) | Hípica                     | Doma ind.                  |
| Thomas Lurz | Natación en aguas abiertas | 10 km M                    |
| Lutz Altepost Norman Bröckl Torsten Eckbrett Björn Goldschmidt                                                                                   | Piragüismo                 | K4 1000 m M                |
| Christian Gille Tomasz Wylenzek | Piragüismo                 | C2 500 m M                 |
| Katrin Wagner-Augustin | Piragüismo                 | K1 500 m F                 |
| Britta Oppelt Manuela Lutze Kathrin Boron Stephanie Schiller                                                                                     | Remo                       | Cuatro scull (W4X) F       |
| Ditte Kotzian Heike Fischer | Saltos                     | Trampolín 3 m sincro. F    |
| Christian Reitz | Tiro                       | Pistola rápida 25 m        |
| Munkhbayar Dorjsuren | Tiro                       | Pistola 25 m F             |
| Christine Brinker | Tiro                       | Skeet F                    |
| Jan-Peter Peckolt Hannes Peckolt | Vela                       | 49er M                     |